# Magnetoquímica

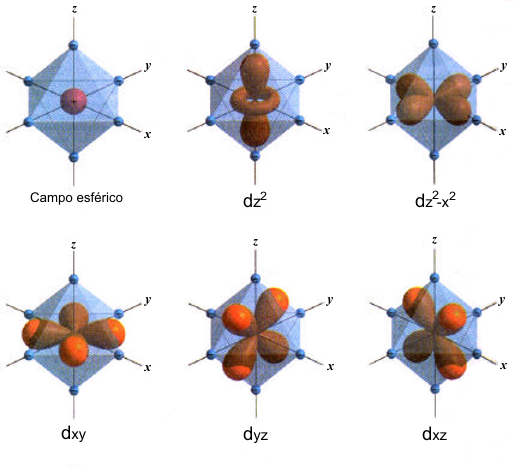
Los orbitales d de los metales de transición participan en la mayoría de los estudios magnetoquímicos.

La magnetoquímica es la rama de la química que se dedica a la síntesis y el estudio de las sustancias de propiedades magnéticas interesantes. El magnetismo molecular, entendido como campo de estudio y no como fenómeno, es la parte de la magnetoquímica y de la física del estado sólido que se ocupa de sistemas moleculares. La magnetoquímica y el magnetismo molecular combinan medidas experimentales como la magnetometría con hamiltonianos modelo para racionalizar las propiedades magnéticas de diferente sistemas, buscando una aproximación a sus estructuras electrónicas en el caso de iones o moléculas, o a sus bandas en el caso de los sólidos extendidos.

## Evolución histórica
El campo de interés y estudio de la magnetoquímica ha evolucionado con el tiempo. Históricamente, solo los compuestos con ordenamiento magnético exhibían fenómenos lo bastante intensos como para ser llamativos. Por tanto, los primeros compuestos magnéticamente interesantes eran típicamente sólidos inorgánicos, metales como el hierro, u óxidos metálicos como la magnetita, a los que es difícil hacer modificaciones químicas controladas. 

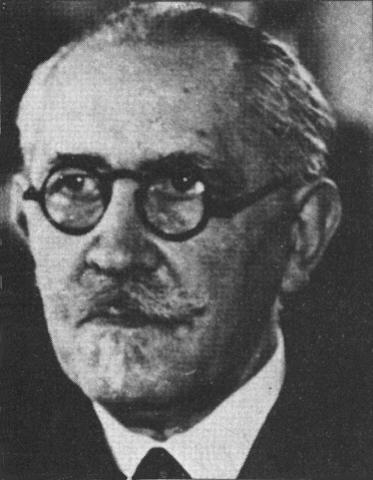
Paul Langevin, que ofreció una teoría exitosa para explicar el origen microscópico del paramagnetismo y diamagnetismo.

A finales del siglo XVIII y principios del XIX, los estudios previos al comienzo de la magnetoquímica como tal se limitaban al estudio de los efectos de los campos magnéticos sobre las reacciones químicas, análogamente a la electroquímica (o, salvando las distancias, la termoquímica y la fotoquímica). Se considera que el inicio de la magnetoquímica tal y como se conoce hoy tuvo lugar alrededor de 1905 por el físico francés Paul Langevin, que desarrolló un modelo microscópico para explicar el diamagnetismo y el paramagnetismo que se sigue estudiando hoy en día, mientras que el químico alemán Wilhelm Klemm participó de forma decisiva en completar las bases de la disciplina.
El desarrollo de métodos físicos para obtener información magnética precisa, bien termodinámicos, como el magnetómetro —con la balanza de Gouy a principios del siglo XX— bien espectroscópicos como la resonancia de espín electrónico, ya a mediados de siglo, fue crucial para el progreso de la disciplina. También a principios del siglo XX se hicieron las medidas sobre compuestos diamagnéticos que permitieron la confección de las tablas de Pascal, que aún se usan ocasionalmente para corregir medidas de susceptibilidad. Desde el punto de vista teórico, se desarrollaron el hamiltoniano modelo de canje de Heisenberg-Dirac-van Vleck y la ecuación de van Vleck. Estas son dos herramientas fundamentales para la racionalización de las propiedades de paramagnetos sencillos. La primera introduce el canje magnético como un parámetro, cuyo signo define el carácter ferro- o antiferromagnético de la interacción y cuyo valor absoluto es directamente proporcional a la diferencia de energía entre los diferentes niveles magnéticos. La segunda permite calcular la susceptibilidad magnética para cualquier temperatura de forma sencilla si se conocen las diferencias de energía y el valor del momento magnético de los diferentes niveles magnéticos. El progresivo avance en la comprensión de la mecánica cuántica permitió el desarrollo de modelos predictivos, como las reglas de Goodenough-Kanamori que relacionan el carácter de la interacción magnética dependiendo del llenado de los orbitales participantes.
Un científico al que se ha atribuido el protagonismo en la evolución de la disciplina desde la magnetoquímica hasta el magnetismo molecular durante las últimas décadas del siglo XX fue Olivier Kahn, hasta el punto que existe una medalla bianual a científicos jóvenes dedicada a su memoria, entregada por Magmanet, una red de grupos de investigación europeos. En la cultura hispana son destacables las contribuciones al estudio del paramagnetismo por parte de Blas Cabrera, a principios del siglo XX.

### Sistema de unidades
Para leer adecuadamente la literatura del campo de la magnetoquímica, especialmente las obras menos recientes, es importante tener en cuenta ciertas diferencias entre las convenciones de esta disciplina y el sistema internacional (SI), lo que hace aconsejable comprobar las fórmulas con un cuidadoso análisis dimensional. En particular, históricamente se han mezclado diferentes versiones del sistema cegesimal con el SI, de forma que por ejemplo en algunas fórmulas se omite la permeabilidad del vacío que en el SI tiene el valor 
{\displaystyle \mu _{0}=4\pi \times 10^{-7}}kg m s-2A-2
mientras que en cegesimal es la unidad, manteniendo las mismas magnitudes físicas. Un caso en el que esto crea especial confusión es la definición de la magnetización, que puede ser presentada en cegesimal como 
{\displaystyle {\vec {B}}={\vec {H}}+{\vec {M}}}
La permeabilidad que se omite en la fórmula puede estar multiplicando solo a {\displaystyle \scriptstyle {\vec {H}}} —de forma que {\displaystyle \scriptstyle {\vec {B}}} y {\displaystyle \scriptstyle {\vec {M}}}) son magnitudes similares— o a ({\displaystyle \scriptstyle {\vec {H}}+\scriptstyle {\vec {M}}}) —de forma que {\displaystyle \scriptstyle {\vec {H}}} y {\displaystyle \scriptstyle {\vec {M}}} son magnitudes similares—, y diferentes grupos han usado diferentes convenciones. Por el mismo motivo, es común la confusión entre Gauss, la unidad de la densidad de flujo magnético {\displaystyle \scriptstyle {\vec {B}}} y Oersted, la antigua unidad de la intensidad de campo magnético {\displaystyle \scriptstyle {\vec {H}}}.

## Diamagnetismo
El fenómeno del diamagnetismo es omnipresente en la magnetoquímica: todos los materiales experimentan una contribución diamagnética, con independencia de que tengan lugar o no otros fenómenos que puedan dominar su comportamiento magnético. Esto deriva directamente del hecho de que todos los pares de electrones con espines opuestos contribuyen débilmente al diamagnetismo, y la gran mayoría de electrones en todos los elementos y compuestos se acoplan por pares por el principio de exclusión de Pauli. De esta forma, los pares de electrones sometidos a un campo externo se mueven de forma que el campo magnético que generan se opone a ese campo externo. Esto disminuye la magnetización en el seno del material y genera una desestabilización energética que depende de la intensidad del campo, o, en la práctica, una repulsión frente a las zonas con campos magnéticos intensos. 
Este comportamiento es lo que se conoce como diamagnetismo, un fenómeno similar al de los dieléctricos frente al campo eléctrico. Por ejemplo, el agua pura es diamagnética, como lo son el nitrógeno del aire y la sal común. El diamagnetismo generalmente pasa a ser una mera corrección menor cuando existen momentos magnéticos electrónicos en el material, cuya interacción con el campo magnético es mucho más intensa, como se explica a continuación.

## Susceptibilidad magnética

Dentro de la estructura de la hemoglobina hay embebidos cuatro grupos hemo; el catión de hierro en el centro de estos grupos, además de ser el punto de enlace del oxígeno, es paramagnético.

Exceptuando el diamagnetismo, los fenómenos estudiados por la magnetoquímica son generalmente debidos a la existencia de electrones despareados, por ejemplo en metales de transición, en radicales orgánicos o en tierras raras. Todos los electrones tienen un momento magnético de espín, el cual es una propiedad intrínseca, tan fundamental de las partículas elementales como la masa o la carga eléctrica. Normalmente, estos momentos se cancelan por parejas, pues cada orbital contiene un par de electrones con momentos de signo opuesto, por el principio de exclusión de Pauli que les impide tener el mismo número cuántico de espín. Cuando al menos un electrón en un átomo, ion o molécula queda sin pareja, el material resultante es magnético. Se habla de iones de transición dn o de tierras raras fn para referirse al número n de electrones que se alojan en sus orbitales magnéticos.
En presencia de un campo magnético, todos los sistemas magnéticos experimentan el efecto Zeeman, un desdoblamiento de los niveles de energía magnéticos por interacción con un campo externo aplicado. Esta interacción con el campo magnético resulta en un incremento de la magnetización dentro de la muestra, y en una atracción por un gradiente de campo magnético, algo que se cuantifica experimentalmente como susceptibilidad magnética, por ejemplo con una balanza de Gouy o con un magnetómetro de tipo SQUID. 
Esta susceptibilidad magnética, análoga a la susceptibilidad eléctrica, se define como
{\displaystyle \chi ={\frac {\partial M}{\partial H}}}
, donde M es la magnetización del material (la intensidad del momento magnético por unidad de volumen) y H es la intensidad del campo magnético externo aplicado. Experimentalmente es habitual determinar la susceptibilidad volúmica a partir del incremento aparente de peso {\displaystyle \Delta m\cdot g} de una muestra de área A al estar en presencia de un campo magnético de intensidad H:
{\displaystyle \chi _{v}=\Delta m\cdot g\cdot {\frac {-2}{H^{2}A}}}
En el estudio de un sistema magnético, es común representar la susceptibilidad magnética, su inversa o el resultado de su multiplicación por la temperatura, frente a la temperatura. Frecuentemente, es posible ajustar algunos de estos datos a leyes simplificadas como la ley de Curie o de Curie-Weiss.

## Espín aislado y paramagnetismo
El paramagnetismo del espín aislado es una pieza fundamental dentro de la magnetoquímica. Al ser bien conocido, no es un sujeto prominente en la investigación académica; sin embargo, esta buena comprensión es una herramienta útil en la caracterización de sistemas paramagnéticos nuevos. Más aún, parte del estudio de muchos sistemas magnéticamente complejos se basa en reducciones o derivaciones, al menos en parte, de sistemas paramagnéticos ideales.
Se denomina un material como paramagneto cuando sus electrones desparejados son efectivamente independientes entre sí. Entonces, sus momentos magnéticos se alinean progresivamente con campos intensos, y se desordenan espontáneamente al disminuir la intensidad del campo o al aumentar la temperatura, en una competencia termodinámica entre energía y entropía. A campos bajos y temperaturas altas, la magnetización en estos materiales sigue aproximadamente la ley de Curie, esto es, es proporcional al campo e inversamente proporcional a la temperatura. De forma algo más general, la magnetización de un paramagneto perfecto sigue una expresión matemática más complicada, la ley de Brillouin; como se explica más abajo, en presencia de interacciones estas leyes sufren modificaciones o bien han de ser descartadas por completo. 
En comparación con los sistemas diamagnéticos, el paramagnetismo tiene efectos sobre la susceptibilidad magnética que son varios órdenes de magnitud más intensos sobre la energía y la magnetización del sistema. Son paramagnéticos, por ejemplo, el oxígeno del aire, la molécula de hemoglobina en la sangre —por el ion de hierro que contiene— y, durante periodos breves de tiempo, varios productos e intermedios de reacción de la combustión, que son radicales libres.

## Interacciones dentro de un mismo átomo o ion

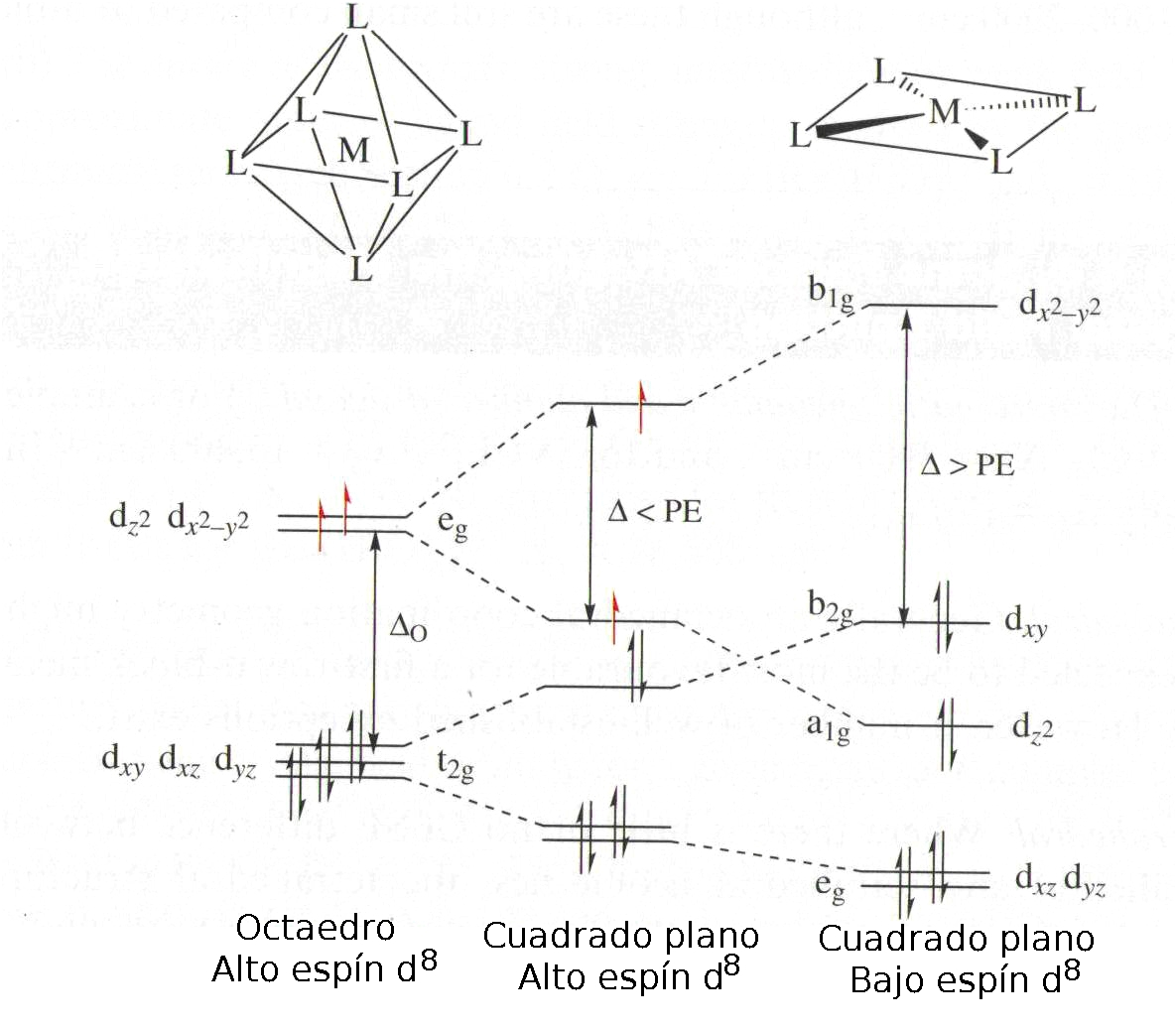
Un complejo metálico de un ion d^{8}, como Ni(II), Pd(II) o Pt(II). Según el número de sus ligandos y lo intenso del campo de coordinación Δ comparado con la energía de apareamiento PE, tendrá un espín alto S=1 o un espín bajo S=0.

Aunque los espines aislados tengan una importancia conceptual fundamental, pocos sistemas de interés para la magnetoquímica en particular y pocos compuestos magnéticos reales en general son tan simples. Para las propiedades de los iones de metales de transición, por ejemplo, son decisivos el número, la disposición y el carácter de sus ligandos, esto es, los aniones o moléculas que los rodean, aportando densidad electrónica para estabilizar sus cargas positivas. La simetría en la que se disponen los ligandos determina la degeneración máxima del estado fundamental. En este aspecto, es de gran importancia la coordinación octaédrica, por ser típica y porque de ella se derivan casi todas las que se encuentran comúnmente. Según su carácter, los ligandos pueden ejercer un campo fuerte o débil, lo cual es crucial cuando hay dos estados cercanos en energía que difieren en el valor del momento magnético, lo que se conoce como estados de alto y de bajo espín. Cuando además es posible pasar de uno a otro por cambios de presión o temperatura, o por iluminación con radiación (efecto LIESST) de una determinada longitud de onda. Se habla en estos casos de equilibrio de espín, y macroscópicamente se traduce en un sistema con dos fases magnéticas posibles, que comúnmente también tendrán estructuras cristalinas ligeramente distintas.
La interacción entre los electrones de la capa de valencia de un mismo átomo o ion resulta en una configuración electrónica, que se describe habitualmente por un término espectroscópico. Si además de electrones desparejados hay degeneración en la órbita, comúnmente el momento magnético de espín se acopla con el momento magnético orbital. La teoría de perturbaciones se usa en este como en muchos otros puntos de la magnetoquímica para describir sistemas cuánticos complicados en términos de otros más sencillos: si esta interacción entre espín y órbita sucede en primer orden (de forma directa), se habla de acoplamiento espín-órbita; con frecuencia es aplicable el esquema de acoplamiento de Russell-Saunders, en el que los momentos totales de espín y de órbita siguen siendo números cuánticos apropiados para describir el sistema. En cambio, si el acoplamiento es de segundo orden (indirecto), esto resulta en un desdoblamiento a campo nulo, una diferencia de energía entre niveles magnéticos, en ausencia de campo magnético externo. Ejemplos típicos de estos fenómenos se encuentran en complejos octaédricos de Co(II), en primer orden, en la mayoría de lantánidos trivalentes, también en primer orden y más intenso, o de Ni(II), en segundo orden, mucho más débil. Tanto en un caso como en otro, los efectos sobre las propiedades magnéticas son fácilmente cuantificables, y en general el comportamiento es cualitativamente distinto al de un sistema con orden a largo alcance. El factor de Landé se usa para relacionar de forma efectiva el momento magnético (y las magnitudes derivadas) de sistemas que tienen momento angular y momento de espín, comparados con el momento magnético de un espín puro. El que los efectos de primer orden no se den con más frecuencia se debe a la baja simetría molecular de la mayoría de los complejos metálicos, que rompe la degeneración orbital y por tanto elimina el momento magnético orbital.
En casos en los que hay varios niveles de energía degenerados y no igualmente ocupados, el teorema de Jahn-Teller predice que el sistema experimentará una distorsión estructural —alargamiento de algunos enlaces y acortamiento de otros— de forma que algunos de estos niveles se estabilizarán y otros se desestabilizarán, con una ganancia neta de energía. Este efecto, de origen magnético, tiene consecuencias en la estructura y reactividad química de, por ejemplo, muchos complejos de Cu(II). El teorema, sin embargo, no predice la magnitud de esta distorsión, que en algunas configuraciones electrónicas tiende a ser muy leve y a no tener apenas efectos prácticos.
Cuando hay niveles de energía relativamente cerca del fundamental y por tanto se producen mezclas entre niveles, es posible encontrar el llamado paramagnetismo independiente de la temperatura, un momento magnético que no depende de la ocupación relativa de los niveles electrónicos y que por tanto no varía con la temperatura. Este fenómeno solo depende de la energía y del momento magnético de los estados excitados, luego puede darse en sistemas cuyo estado fundamental tenga todos los electrones apareados. En magnetometría, su magnitud puede ser comparable o superior a la corrección diamagnética, pero de signo opuesto.

## Interacción magnética entre centros

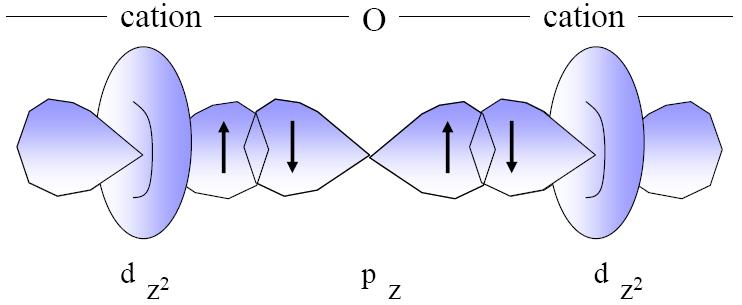
Orbitales involucrados en un ejemplo de supercanje antiferromagnético entre dos cationes a través de un puente oxo.

Buena parte de la riqueza de la magnetoquímica se debe a la interacción entre centros magnéticos. Entre estas, destaca la variedad de fenómenos que se describen colectivamente como canje magnético y que determinan el alineamiento entre los momentos magnéticos de átomos vecinos por un solapamiento directo entre sus orbitales (o, en el caso del supercanje magnético, a través de un ligando puente). Dependiendo de si el momento magnético resultante es la suma o la diferencia de los momentos que interaccionan, se habla, respectivamente, de interacción ferro- o antiferromagnética. En la figura se muestra una representación sencilla de supercanje antiferromagnético, en la que los momentos magnéticos de los cationes se disponen de forma antiparalela, por la polarización parcial del ligando puente. 
Habitualmente, si el canje no se extiende a dos o tres dimensiones, esto sigue resultando en un comportamiento macroscópico muy similar al que mostraría un paramagneto con el espín resultante de esta interacción: dos iones de Cu(II) en entorno octaédrico, de espín S=1/2, si están acoplados de forma fuertemente ferromagnética, se comportarán de forma muy similar a un único catión de Ni(II) en entorno octaédrico, de espín S=1. 
En algunos casos, esta interacción se extiende a varios centros, dando lugar a complejos magnéticos polinucleares. En ciertos casos esto da lugar a comportamientos fundamentalmente diferentes, por ejemplo con nuclearidad muy alta (muchos centros magnéticos) es posible encontrar superparamagnetos, cuya magnetización no puede seguir cambios rápidos en el campo externo aplicado; algunos casos con alta anisotropía magnética —canje magnético o susceptibilidad de diferente intensidad para diferentes direcciones del espacio— son los llamados imanes monomoleculares o moléculas imán: moléculas que en algunos aspectos se comportan como un imán.
En los llamados compuestos de valencia mixta también es de importancia fundamental la transferencia electrónica, el salto de un electrón de un átomo a otro. Dependiendo del número de electrones y orbitales magnéticos, la transferencia electrónica puede favorecer interacciones ferro- o antiferromagnéticas. Cuando coexiste con el canje magnético, lo habitual es que la transferencia electrónica sea la que predomine. 
Por otro lado, y aunque comúnmente puede ser despreciada como influencia menor, en muchos casos es relevante la interacción magnética dipolar —como la que se produce entre imanes macroscópicos— entre los espines individuales. Por regla general, esta interacción será más importante cuanto mayores sean los momentos magnéticos involucrados.

## Ordenamiento magnético, ferromagnetos y ferrimagnetos
A nivel práctico, la magnetoquímica debe buena parte de su importancia a los sistemas donde las interacciones no se limitan a un pequeño número de centros. En algunos sólidos inorgánicos —típicamente óxidos metálicos— los momentos magnéticos de estos electrones se acoplan, este acoplamiento se propaga tridimensionalmente, y se llega a un ordenamiento magnético: un número elevado de momentos magnéticos se alinean, en un sólido. La ley de Curie-Weiss da una descripción aproximada de ese fenómeno en ciertas condiciones, en contraposición con la ley de Curie que describe momentos magnéticos aislados.
Se denomina un material como ferromagneto si sus electrones desapareados se acoplan para apuntar en un mismo sentido, formando regiones con momento magnético elevado llamadas dominios magnéticos. Los ferromagnetos son el origen conceptualmente más sencillo de los imanes: sistemas que experimentan atracción o repulsión por otros imanes, dependiendo de cómo se enfrenten sus polos magnéticos y que retienen una magnetización remanente tras eliminar el campo magnético aplicado, lo que se llama histéresis magnética. 

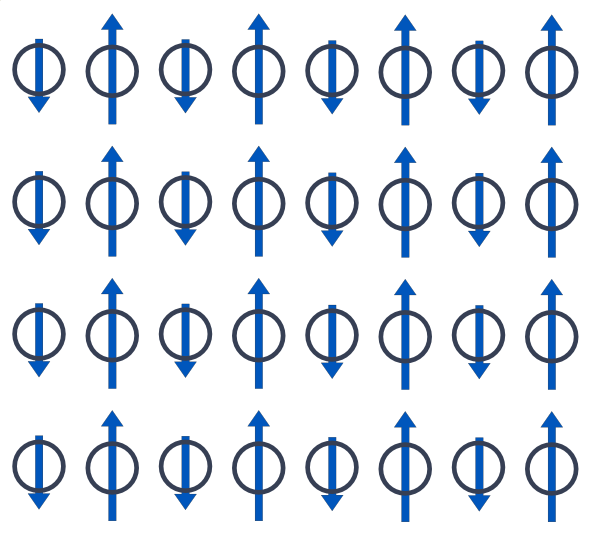
Esquema idealizado de una red ferrimagnética: los espines se ordenan y se oponen pero no se compensan.

Incluso un acoplamiento antiferromagnético entre dos subredes de diferente momento magnético que no se cancelan completamente resulta en dominios magnéticos; se trata de sistemas, físicamente similares a los del caso anterior, llamados ferrimagnetos. Efectivamente, los ferrimagnetos también son imanes y pese a su origen dispar sus propiedades a primera vista son casi indistinguibles de las de los ferromagnetos. En la figura vemos un esquema simplificado, en el que las interacciones en cada línea son antiferromagnéticas, pero las columnas impares no compensan el momento magnético de las columnas pares. Todos los imanes permanentes —esto es, todos los imanes que no son electroimanes—, desde los bits de los discos duros a los imanes de nevera, pasando por las brújulas y por componentes clave de los auriculares y altavoces, son sustancias ordenadas ferromagnética o ferrimagnéticamente.
En las últimas décadas se han sintetizado compuestos con orden ferro- o ferrimagnético que son parcial o enteramente orgánicos, aprovechando los radicales libres, como el radical nitronil nitróxido, en el que se produce una estabilización por resonancia entre dos grupos nitróxido vecinos, o el trifenil alquilo, en el que se bloquea el acceso al electrón desapareado que reside en un radical alquilo por el impedimento estérico de tres grupos fenilo. En el mismo periodo también la química de coordinación ha producido imanes de base molecular, imanes construidos a partir de muchas moléculas, con intensa interacción magnética pero débil interacción química. En general, estos estudios por ahora solo tienen interés académico, y las aplicaciones para la vida cotidiana son futuras o especulativas.
Sin llegar a tener un ordenamiento, los vidrios de espín son sólidos paramagnéticos con gran desorden en su estructura magnética capaces de presentar algunas similitudes con ferromagnetos y superparamagnetos. Otro fenómeno cooperativo sin ordenamiento es el de la transición de espín: a veces los pequeños cambios de volumen de un sistema que presenta equilibrio de espín influyen en los iones vecinos, de forma que es posible observar histéresis en el momento magnético frente a la temperatura o la presión.

## Investigación reciente

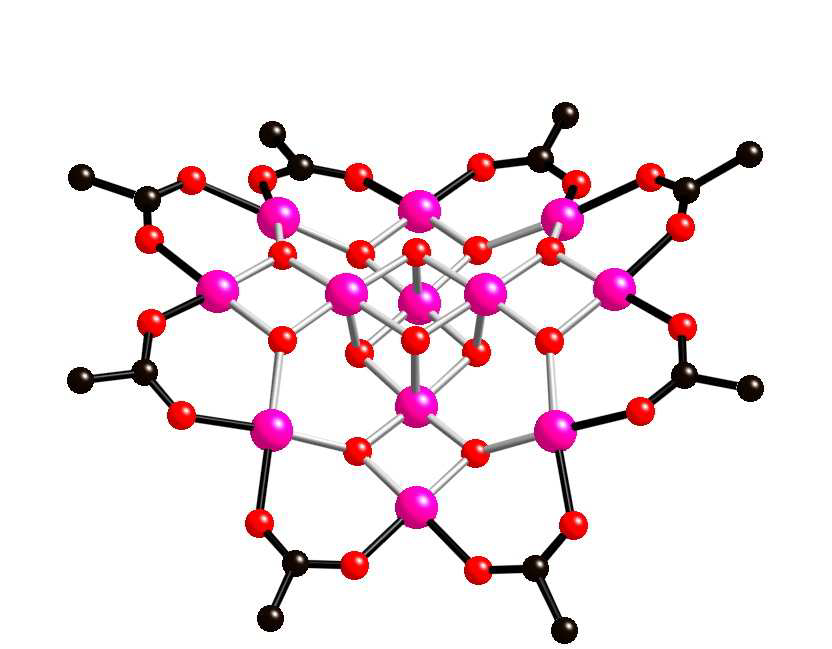
Vista superior del Mn12, llamado «la Drosophila de las moléculas imán».

Actualmente, los compuestos de interés magnetoquímico abarcan un amplio rango de campos, y su estudio solapa con diversas disciplinas, desde la química del estado sólido hasta la bioquímica. 

La investigación experimental reciente en este campo incluye en la búsqueda de nuevos materiales con propiedades magnéticas interesantes, o en la combinación de propiedades, por ejemplo magnéticas y eléctricas o magnéticas y ópticas. Así, se han obtenido imanes moleculares (como el Mn12),
ferromagnetos de base molecular conductores de la electricidad, paramagnetos superconductores de la electricidad, o sistemas cuyas propiedades magnéticas se pueden alterar mediante luz.
Los estudios experimentales exigen técnicas de síntesis novedosas, así como aparatos de medida sofisticados, como los magnetómetros equipados con SQUID, la dispersión inelástica de neutrones, la resonancia paramagnética electrónica de campos altos, ecos de espín o la espectroscopia con muones.
Por su lado, la investigación teórica, que incluye el desarrollo y perfeccionamiento de hamiltonianos modelo que describan el canje magnético o la transferencia electrónica (en compuestos de valencia mixta), sigue buscando correlaciones magnetoestructurales, o correspondencias entre estructura molecular (o cristalina) e interacciones magnéticas. Estos modelos, cada vez más sofisticados, requieren habitualmente el uso de herramientas de mecánica cuántica y la ayuda de la química computacional.